# Parallelia delphinensis
Parallelia delphinensis är en fjärilsart som beskrevs av Pierre E.L. Viette 1968. Parallelia delphinensis ingår i släktet Parallelia och familjen nattflyn. Inga underarter finns listade i Catalogue of Life.